# Pseuditella
Pseuditella là một chi thực vật có hoa trong họ Lan.